# فرود (پسر خسرو پرویز)
فرود فرزند خسرو پرویز و شیرین بود در روزهای بحرانی که دولت ساسانی و دولت روم در آتش جنگ می‌سوختند. شیرویه، فرزند ارشد خسرو پرویز، دست به کودتایی خونین علیه پدرش زد. او ابتدا پدرش را کشت و بعد فرود و تمامی برادرانش را کشت.

### کتابشناسی
- کریستن‌سن، آرتور (۱۳۶۷). ایران در روزگار ساسانی. تهران: انتشارات امیرکبیر.